# Brama Wilkowicka
Brama Wilkowicka (ok. 415 m n.p.m.) – szerokie na ok. 5 km obniżenie między Beskidem Śląskim na zachodzie a Beskidem Małym na wschodzie, będące swego rodzaju rozległą przełęczą w wododziale górnej Wisły i Soły. Powstało w miejscu zmniejszonej odporności skał pomiędzy dwoma uskokami tektonicznymi, z których jeden ogranicza od wschodu Beskid Śląski, a drugi pokrywa się z zachodnią granicą Beskidu Małego (ściślej: grupy Magurki Wilkowickiej). W części południowej obniżenie to budują głównie morskie osady mioceńskie, wkraczające tu z Kotliny Żywieckiej, zaś w części północnej górnokredowe utwory serii śląskiej.
Rozległa i niska Brama Wilkowicka od najdawniejszych czasów była ważnym przejściem przez pierwsze od północy pasmo Beskidów. Przez nią napływali pierwsi osadnicy do Kotliny Żywieckiej, później wiódł tędy szlak handlowy, łączący Śląsk z Węgrami. W latach 1818–1820 władze austriackie wybudowały nową drogę z Białej do Żywca, zaś w 1878 r. przez Bramę Wilkowicką przejechał pierwszy pociąg z Bielska do Żywca. Obecnie przez zachodnią część Bramy biegnie również droga, łącząca Bielsko-Białą przez Bystrą i Buczkowice ze Szczyrkiem.
24 lipca 2015 roku oddano do ruchu odcinek drogi ekspresowej S69 od węzła Buczkowice do Żywca. Tym samym uruchomiono ruch na odcinku Bielsko-Biała - Żywiec, biegnący między innymi przez Bramę Wilkowicką. Obecnie jest to odcinek drogi ekspresowej S1 Bielsko-Biała-Żywiec, o łącznej długości 15,56 km.